# Ana Alcaide
Ana Alcaide (* 1976,? Madrid, Španělsko) je španělská zpěvačka a hráčka na smyčcový nástroj zvaný nyckelharpa. Věnuje se interpretaci hudby středověku a hudby lidové, zejména sefardské.

## Život a kariéra
Ana Alcaide se narodila v Madridu ve Španělsku. Od svých osmi let se učila hře na housle. Po několika letech ale hudby zanechala a vystudovala biologii. Během studijního pobytu na univerzitě v Lundu ve Švédsku se však opět setkala s hudbou a především se starým smyčcovým nástroj švédského původu zvaným nyckelharpa. Po návratu do Španělska se rozhodla věnovat hudbě profesionálně. Na nástroj se zprvu učila hrát sama, v současné době (2008) dokončuje studium na Malmö Academy of Music univerzity v Lundu.
V roce 2006 Alcaide vydala své první album instrumentálních nahrávek středověké hudby s názvem Viola de Teclas. Na druhém albu Como la Luna y el Sol z roku 2008 se ana Alcaide představila také jako zpěvačka. Album obsahuje především nahrávky sefardské hudby, zvláštností je interpretace staré španělské hudby na původem švédský nástroj. Spoluproducentem obou alb byl Carlos Beceiro ze španělské folkové skupiny Musgaña.
V současné době žije Ana Alcaide v Toledu. Vystupuje nejen sólově, ale je také členkou souboru Nemo.

## Odkazy

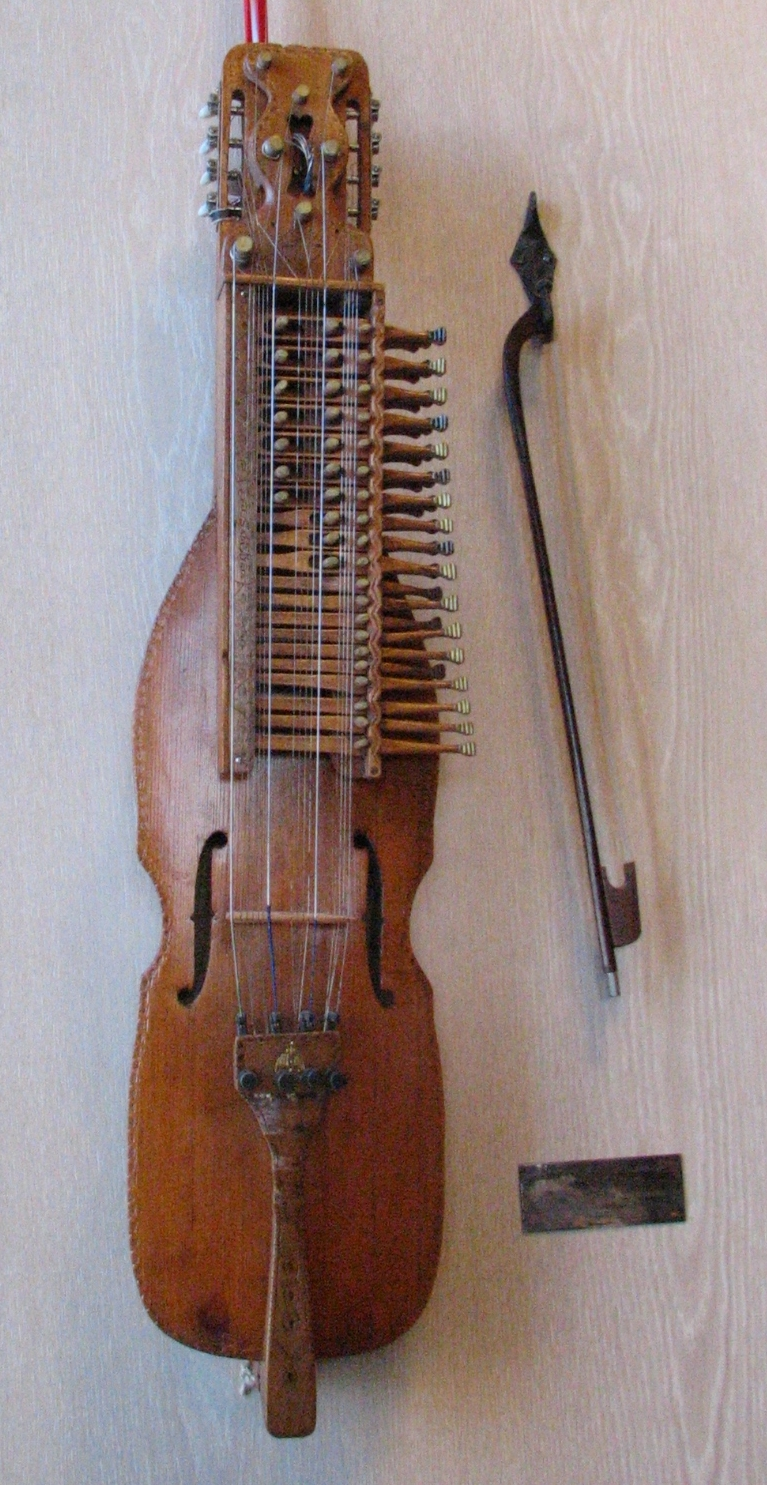
Nyckelharpa Erica Sahlströma

## Diskografie
- Viola de teclas (2006)
- Como la Luna y el Sol (2007)
- La Cantiga del Fuego (2012)
- Gotrasawala (2015)